# Louis Veray

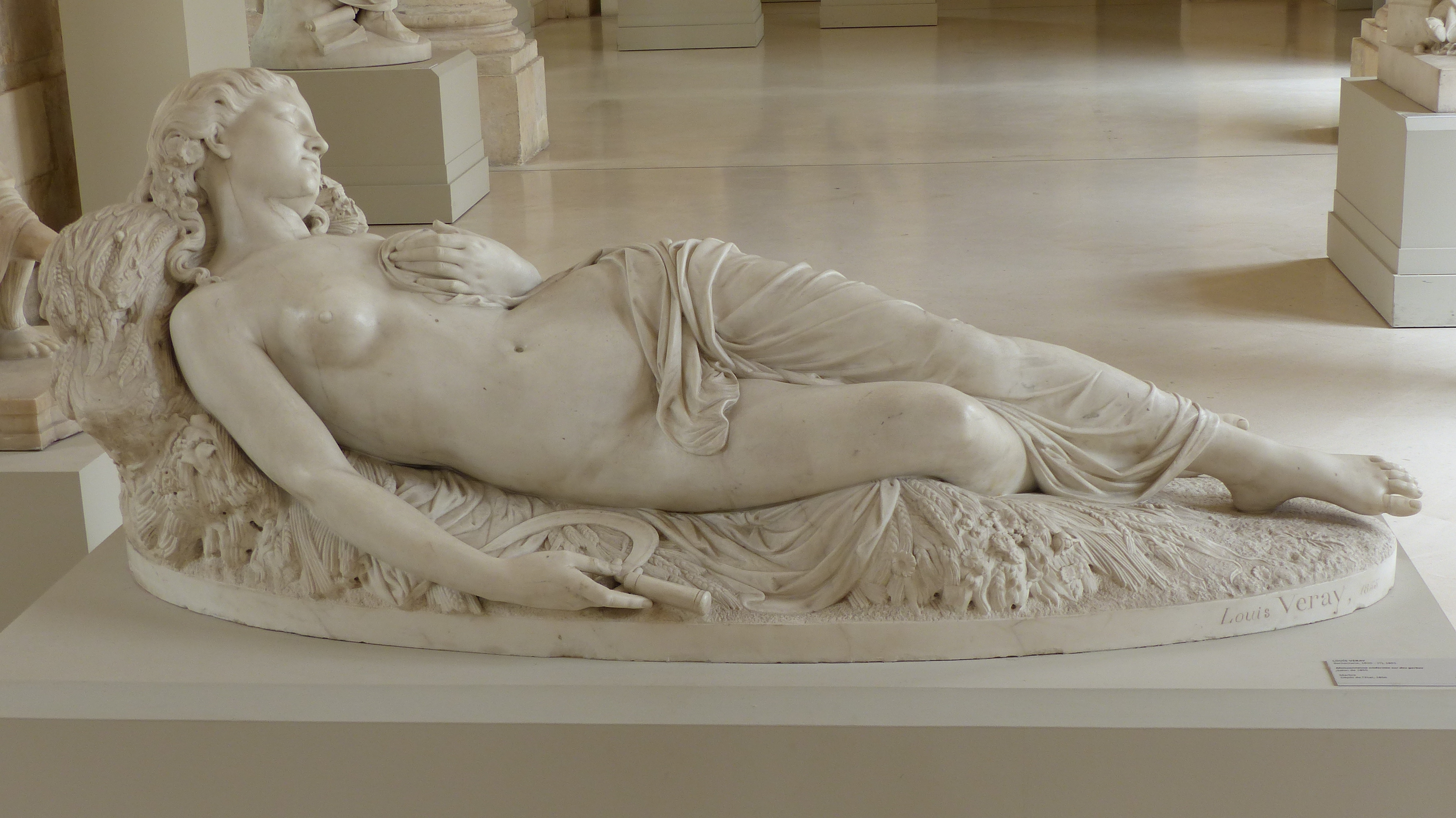
La mietitrice addormentata, 1855

Louis Veray (Barbentane, 11 giugno 1820 – Barbentane, 9 novembre 1891) è stato uno scultore francese.

## Biografia
Allievo di Henri Lehmann e di Joseph Lacroix alla scuola di belle arti parigina, Louis Veray espose le proprie opere al Salone degli artisti francesi dal 1853 al 1884. Dalla sua prima mostra ottenne una medaglia di terza classe per una statua in gesso ritraente una Mietitrice addormentata, che avrebbe presentato all'esposizione universale di Parigi del 1855.

## Opere

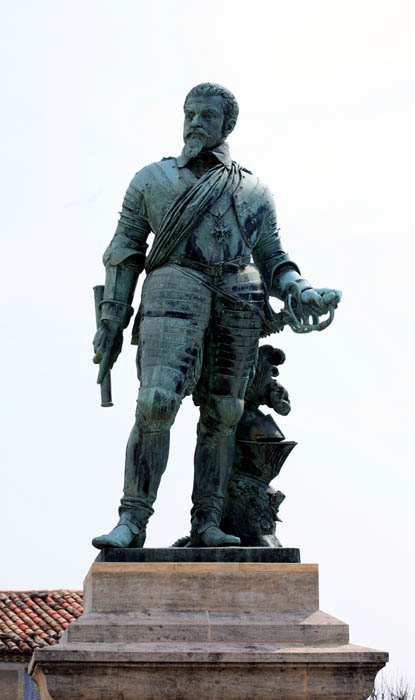
Louis de Balbe detto le Brave de Crillon, statua creata prima del 1891

- Avignone, museo Calvet: La mietitrice addormentata, 1855, statua in marmo.[4]
- Crillon-le-Brave: Louis de Balbe detto le Brave de Crillon, statua in bronzo. Commissionata dalla città di Avignone, all'inizio fu installata sulla piazza dell'orologio di questa città, poi venne spostata davanti al palazzo dei Papi. Confiscata dall'esercito tedesco nel 1942 per recuperarne il bronzo, alla fine non venne rifusa e attualmente si trova nella piazza principale del comune di Crillon.[5]
- Napoli, collezione Gaetano Fiorentino: Re Francesco II di Borbone, scultura in gesso.[6]
- Parigi, museo d'Orsay:
  - L'America, altorilievo in pietra;[7]
  - L'Abbondanza, bassorilievo in pietra.[8]